# Brisa Hennessy
Brisa Tomi Hennessy Kobara (San José, 16 de septiembre de 1999) es una surfista profesional costarricense. En 2018 se convirtió en la primera centroamericana en clasificar al Championship Tour, principal campeonato de la World Surf League. En 2019, la posición general de Hennessy en el Championship Tour de la World Surf League le valió una clasificación directa a los Juegos Olímpicos de 2020, en Tokio, Japón.
Brisa Hennessy se convirtió en la primera surfista costarricense, y centroamericana, en ganar un lugar en los Juegos Olímpicos por medio de esta disciplina, la cual debutó en dicha edición de la olimpiada.
La surfista costarricense clasificó nuevamente a las justas olímpicas de París 2024, en donde tuvo una destacada participación, logrando el cuarto lugar en la competición. Su resultado le valió al país un histórico lugar en una disciplina olímpica, pues es el cuarto mejor resultado del país solo por detrás del obtenido por las hermanas Sylvia y Claudia Poll, ambas medallistas olímpicas, e igualando la hazaña del ciclista Kenneth Tencio, quien también obtuvo un cuarto lugar.

## Primeros años
Brisa Hennessy nació en San José, y se crio en la localidad costera puntarenense de Matapalo, en la península de Osa. Su madre, Katherine Malia Hennessy (de soltera Kobara), es una cocinera oriunda del estado de Hawái, y su padre, Michael James Hennessy, es un pescador oriundo del estado de California. Ambos son surfistas. Sus padres se mudaron a Costa Rica en 1995 y se afincaron en la localidad puntarenense desde entonces, donde establecieron una escuela de instrucción de surf. Asistió a la Escuela La Carbonera, en Puerto Jiménez, y comenzó a surfear desde una edad muy temprana, específicamente a sus tres años, principalmente debido a la influencia de sus padres, pero también inspirada en las características olas de las playas de la localidad costera en la que se crio.
A sus ocho años, Hennessy se mudó junto a su familia al norte de Oahu, en Hawái, donde culminó sus primeros años de educación. En la isla comenzó a competir profesionalmente. Durante su adolescencia se trasladaría a Fiyi en varias ocasiones, donde continuó surfeando profesionalmente. Posteriormente se mudaría a Fiyi, específicamente en la isla de Namotu. Brisa todavía vive un estilo de vida algo nómada hasta el día de hoy, viajando de un lugar a otro donde sea que la lleve su carrera. Ella no tiene residencia permanente.

## Carrera
En 2017, Hennessy obtuvo el primer lugar del campeonato mundial de la Asociación Internacional de Surf (ISA) en la categoría júnior (Sub-17). En 2018, a sus 18 años, Hennessy se clasificó por primera vez al World Surf League Championship Tour, principal circuito de la World Surf League (WSL), convirtiéndose en la primera persona costarricense y centroamericana en clasificar a este campeonato de surf. Hennessy obtuvo el tercer puesto del circuito en ese año. Posteriormente, obtuvo el tercer puesto en el Corona Bali Protected, en 2019. El año 2019 demostró ser una gran campaña para la joven surfista costarricense con siete resultados entre los 10 mejores a lo largo de la temporada.

### Juegos Olímpicos de 2020
En diciembre de 2019, la posición general de Hennessy en el Championship Tour de la World Surf League le valió una clasificación directa a los Juegos Olímpicos de 2020, en Tokio, Japón, después de terminar en mejor posición que la neozelandesa Paige Hareb en el ranking general del campeonato. Fue una de las dos últimas surfistas en calificar para los juegos a través de la WSL. La clasificación de Hennessy para Tokio 2020 marcó un hito para los atletas costarricenses, ya que se convirtió en la primera surfista costarricense, y centroamericana, en ganar un lugar en los Juegos Olímpicos por medio de esta disciplina, la cual debutó en esta edición de la olimpiada. Fue acompañada por Leilani McGonagle, quien también clasificó a los juegos posteriormente. Asimismo, se convirtió en la quinta atleta costarricense en obtener un diploma olímpico al clasificar a los cuartos de final. En una entrevista de 2019, con la Asociación Internacional de Surf, Hennessy dijo que llevar una medalla a su tierra natal de Costa Rica le pondría la "piel de gallina".
Hennessy debutó en la serie 2 de la ronda 1 de la modalidad de surf femenino, donde obtuvo el segundo lugar solo por detrás de la australiana Sally Fitzgibbons, con un puntaje total de 12,20. Este puntaje le permitió clasificar y avanzar a la ronda 3, en la que derrotó a la neozelandesa Ella Williams con un puntaje de 12,00. Finalmente, Hennessy fue derrotada en los cuartos de final por la estadounidense Caroline Marks, quien obtuvo un puntaje de 12,50 sobre los 6,83 de Hennessy. Su posición le valió a Costa Rica un histórico quinto lugar en una disciplina olímpica, el mejor resultado del país solo por detrás del obtenido por las hermanas Sylvia y Claudia Poll y por el ciclista Kenneth Tencio, quien también fue partícipe de esta edición de la olimpiada.

## Vida personal
Aparte del surf, Hennessy disfruta cocinar. También es vegana, y por ello, comenzó su propio canal de YouTube durante la pandemia de COVID-19 para compartir recetas veganas con sus seguidores.